# Macrozamia polymorpha
Macrozamia polymorpha är en kärlväxtart som beskrevs av David Lloyd Jones. Macrozamia polymorpha ingår i släktet Macrozamia och familjen Zamiaceae. IUCN kategoriserar arten globalt som livskraftig. Inga underarter finns listade i Catalogue of Life.